# 守護香港自由與民主的緊急行動
守護香港自由與民主的緊急行動（日语：香港の自由と民主主義を守る緊急行動）是2019年6月13日在日本東京舉行的社會運動的名稱。

## 摘要
集会在澀谷站的八公铜像前面舉行，目的是声援香港反對2019年逃犯及刑事事宜相互法律協助法例（修訂）條例草案。當天聚集了2000人。集会上分发反送中文宣及播放6月12日反對逃犯條例修訂草案佔領行動中警察驱散示威者的片段，参与者挥动香港區旗及日本國旗，并大叫“香港加油”、合唱《海闊天空》。有香港人、日本人及台湾人发言。
這項活動由元山仁士郎提案進行，他是沖繩的社运人士。他認為冲绳施政沒有聽取居民意見，這與現在的香港相似。集会结束后，他在Twitter上感谢前来人士。
此后亦有人开展类似名称的活动，参见反對逃犯條例修訂草案運動公眾行動列表#港外集會。

## 外部鏈接
- YouTube上的《每日新闻》视频